# Getto ławkowe

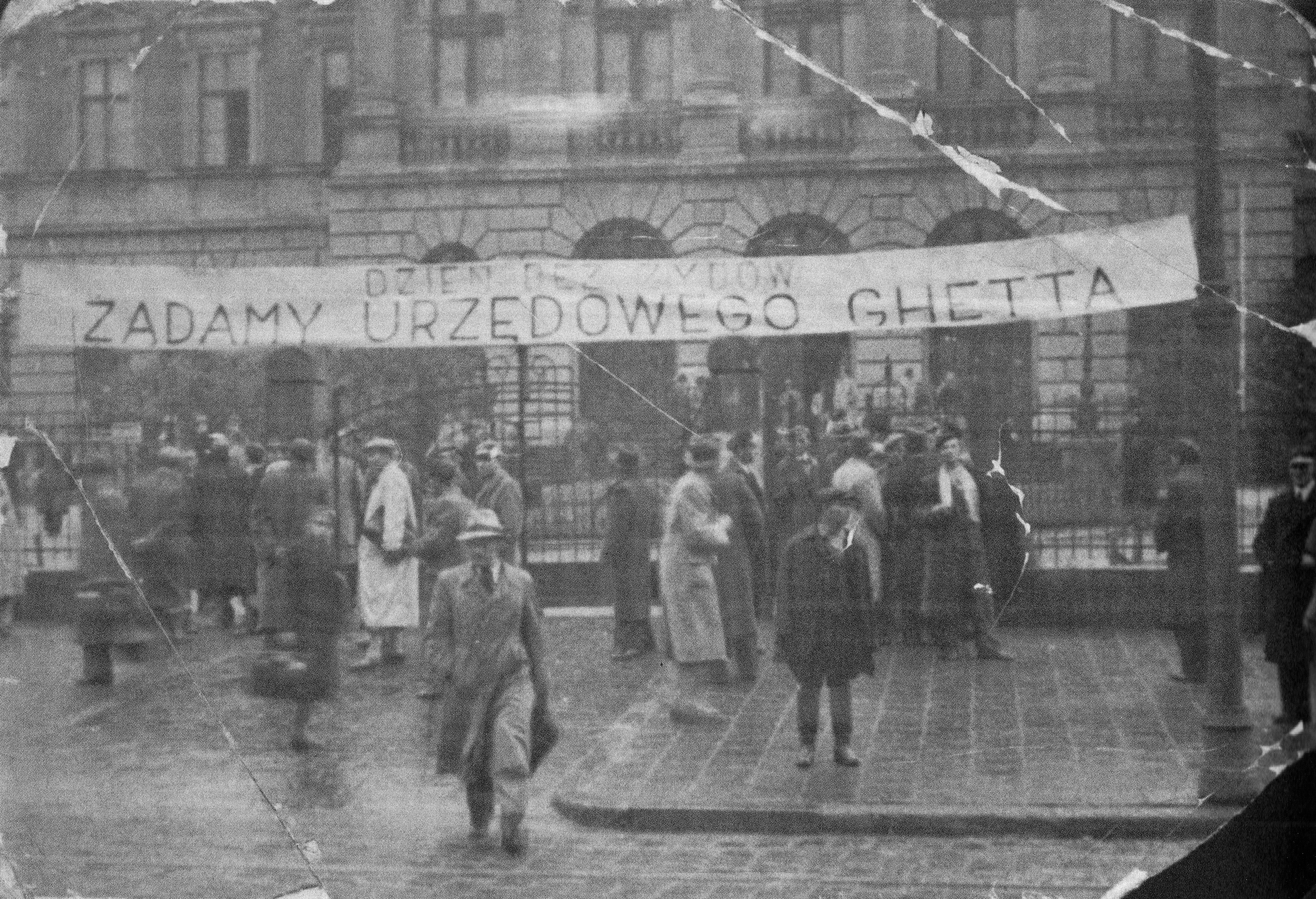
Lata 30. Pikieta Obozu Narodowo-Radykalnego przed gmachem Politechniki Lwowskiej z żądaniem wprowadzenia getta ławkowego

Getto ławkowe – forma dyskryminacji Żydów wprowadzona na polskich uczelniach w latach 30. XX wieku pod wpływem endeckich nacjonalistycznych organizacji młodzieżowych (m.in. Młodzieży Wszechpolskiej i ONR). Polegała na wydzieleniu części sali lekcyjnej lub wykładowej i przeznaczeniu jej dla studentów pochodzenia żydowskiego, którzy nie mieli prawa dowolnego wybierania miejsc. Getta ławkowe były jednym z przejawów pogarszających się stosunków polsko-żydowskich i nasilającego się antysemityzmu w środowiskach akademickich.

## 1935–1937: pierwsze getta ławkowe

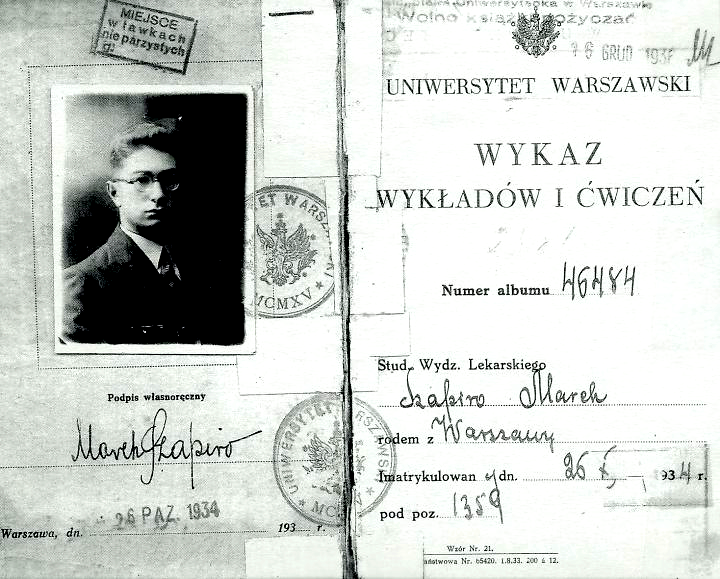
Indeks Marka Szapiry, studenta Uniwersytetu Warszawskiego narodowości żydowskiej, z 1934, ostemplowany w 1937 napisem „Miejsce w ławkach nieparzystych” (w getcie ławkowym)

W 1922 polskie studenckie organizacje nacjonalistyczne wysunęły hasło numerus clausus, postulując zmniejszenie liczby studentów żydowskich do 11%. W 1931 w trakcie zamieszek antyżydowskich zginął student, Polak, Stanisław Wacławski. Wtedy wysunięto hasło numerus nullus – uczelnie polskie bez Żydów. Oficjalny postulat stosowania gett ławkowych został wysunięty w 1933.
Jako pierwsze w Polsce getto ławkowe wprowadziły, podejmując w grudniu 1935 stosowne uchwały, wydziały inżynieryjny i mechaniczny Politechniki Lwowskiej. Ten rodzaj dyskryminacji studentów wzbudził protesty wielu polskich uczonych (m.in. Marcelego Handelsmana, Stanisława Ossowskiego, Tadeusza Kotarbińskiego, Stanisława Kulczyńskiego, Mieczysława Michałowicza, Adama Vetulaniego, Józefa Chałasińskiego, Marii Ossowskiej, Jana Stanisława Bystronia, Jana Dembowskiego, Władysława Witwickiego, Konstantego Zakrzewskiego, Seweryna Wysłoucha, Tadeusza Manteuffela i Natalii Gąsiorowskiej). Więcej profesorów otwarcie poparło jednak wprowadzenie gett ławkowych. Rektorzy uniwersytetów: Wileńskiego i Lwowskiego Władysław Jakowicki i Stanisław Kulczyński podali się do dymisji.
Zajścia związane z wprowadzaniem gett dezorganizowały naukę. Często kończyły się obrażeniami wśród ich uczestników, zwłaszcza Żydów. Dochodziło także do wypadków śmiertelnych. Zajścia organizowane przez polską nacjonalistyczną młodzież, działającą pod wpływem endecji i narodowych radykałów, miały miejsce niemal we wszystkich polskich miastach uniwersyteckich – Krakowie, Warszawie, Wilnie i Lwowie. Od 1931 r. w listopadzie, w rocznicę śmierci Wacławskiego na uczelniach organizowano zamieszki antyżydowskie, tzw. manewry jesienne. Na Uniwersytecie Jagiellońskim podjęto próbę wprowadzania getta ławkowego w listopadzie 1932. Wtedy to odbyła się msza w intencji tragicznie zmarłego podczas antysemickich zajść w Wilnie Stanisława Wacławskiego. Po jej zakończeniu doszło do zamieszek i usuwania siłą żydowskich studentów z sal wykładowych.

## 1937–1939: zaostrzanie sytuacji

### Zgoda ministerstwa na getta ławkowe i inne przejawy postępującego antysemityzmu

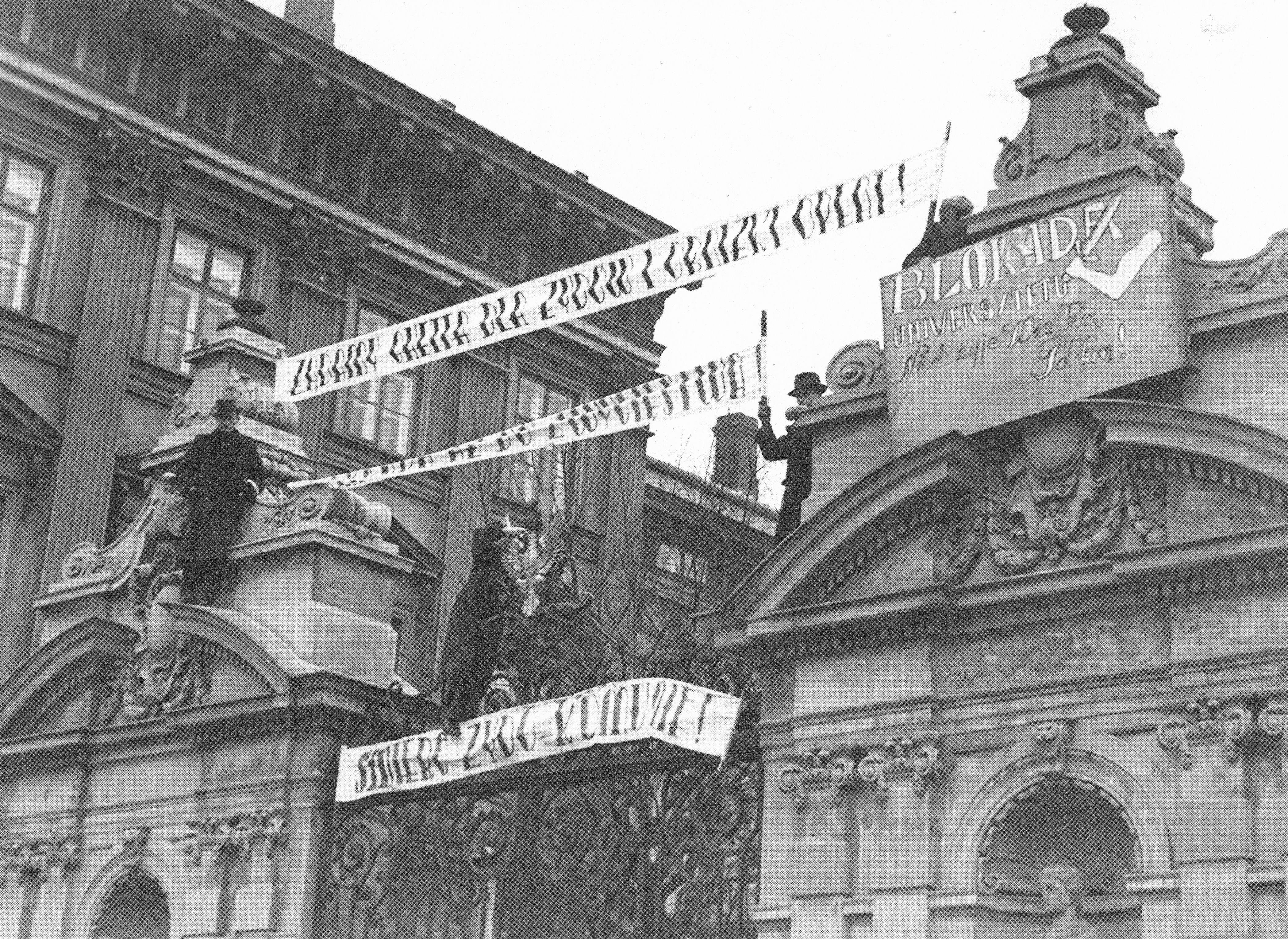
Pikieta studentów-członków ONR na Bramie Głównej Uniwersytetu Warszawskiego z żądaniem m.in. wprowadzenia na uczelni getta ławkowego, 1936

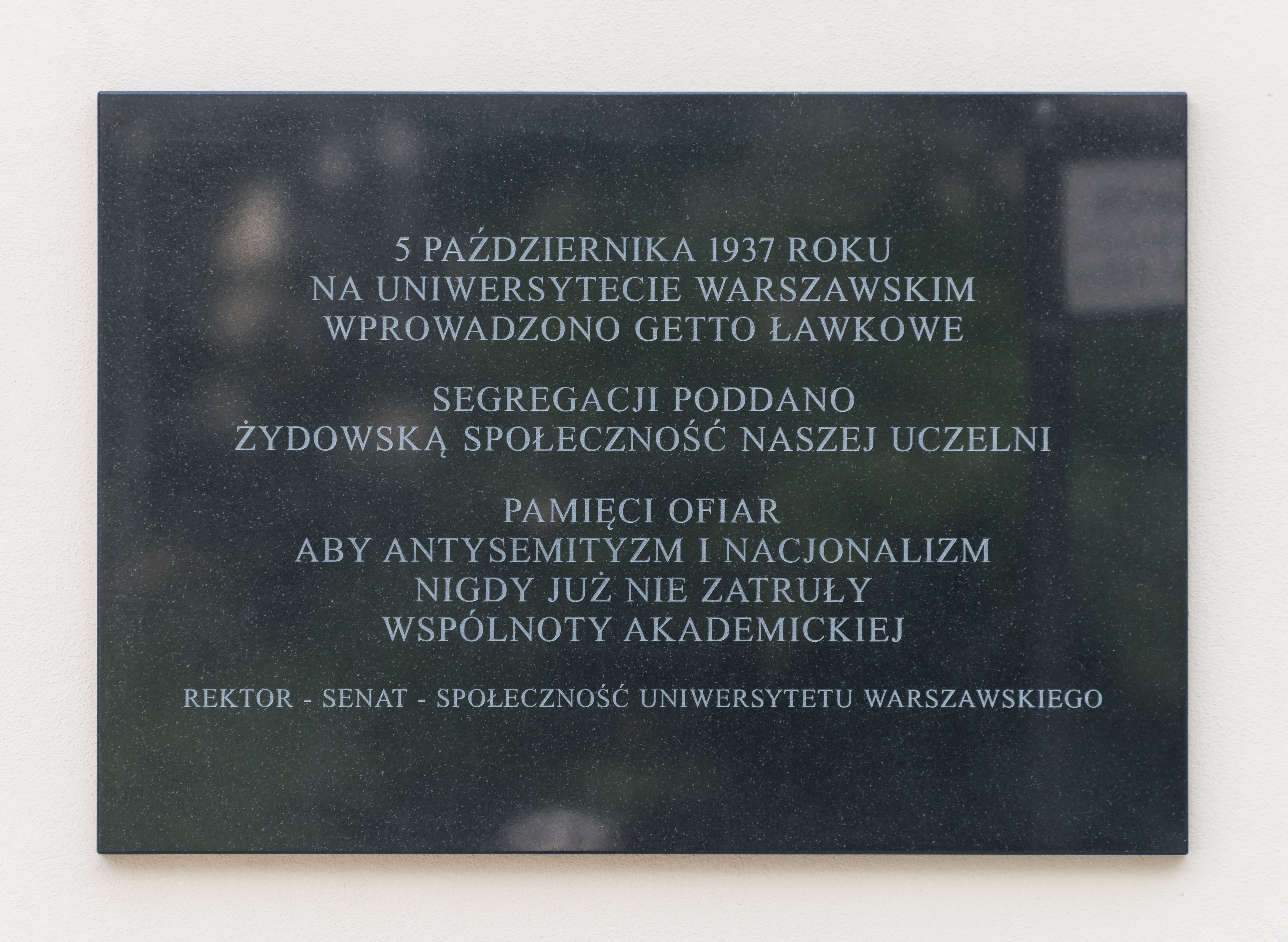
Tablica upamiętniająca ofiary getta ławkowego odsłonięta na Uniwersytecie Warszawskim w 2023 roku

W październiku 1937 minister wyznań religijnych i oświecenia publicznego Wojciech Świętosławski wydał zgodę na wprowadzanie gett ławkowych. Na uczelniach, które je wprowadziły, studenci żydowscy siedzieli zwykle w salach i audytoriach po lewej, patrząc od strony katedry, a studenci chrześcijańscy po prawej stronie (odpowiednio: nieparzystej i parzystej). Natomiast w praktyce niemożliwe było rozdzielanie studentów w małych salach.
W październiku 1937 zarządzenie porządkowe wprowadzające na tej uczelni getto ławkowe wydał rektor Uniwersytetu Warszawskiego Włodzimierz Antoniewicz. Studenci żydowscy zaczęli otrzymywać w indeksach stemple z napisem „Miejsce w ławkach nieparzystych”. Getta ławkowe wprowadziły także m.in. Politechnika Warszawska, Szkoła Główna Handlowa i Szkoła Główna Gospodarstwa Wiejskiego. Analogiczne zarządzenie na Uniwersytecie Jana Kazimierza we Lwowie wydano w styczniu 1938. 7 stycznia 1938 wprowadził je prorektor Roman Longchamps de Bérier z dniem 12 stycznia 1938; przeciwko tej decyzji zaprotestowało 26 profesorów UJK.
Równocześnie na niektórych uniwersytetach lub ich wydziałach wprowadzono ograniczenia procentowe liczby studentów pochodzenia żydowskiego znane jako numerus clausus. Podjęto także próby ograniczenia liczby wykładowców akademickich pochodzenia żydowskiego; np. w lutym 1938 nadzwyczajne walne zebranie Zrzeszenia Asystentów Uniwersytetu Warszawskiego podjęło postanowienie niemianowania w przyszłości na stanowiska naukowe Żydów i osób pochodzenia żydowskiego oraz stopniowego zastępowania zatrudnionych na UW asystentów Żydów Polakami. W styczniu 1938 r. po uchwałach poszczególnych uczelni przyjął go Związek Stowarzyszeń Asystentów Państwowych Szkół Akademickich RP, a następnie zawodowych, takich jak np. Stowarzyszenia Architektów RP /1938 i Związku Lekarzy Państwa Polskiego /1937. Śladem tych uchwał poszły inne organizacje zawodowe. Zjawisko to otrzymało nazwę „paragraf aryjski”.

### Postawy sprzeciwu
Formą solidaryzowania się studentów-chrześcijan z ich żydowskimi kolegami było wspólne stanie w czasie zajęć. Popierający takie działania wykładowcy także prowadzili swoje zajęcia, stojąc. W grudniu 1937 roku sześćdziesięciu profesorów Uniwersytetu Poznańskiego, Warszawskiego i Wileńskiego opublikowało oświadczenie wyrażające sprzeciw wobec „wszelkich dążeń do ograniczenia praw ze względów wyznaniowych, narodowościowych, czy rasowych, zwłaszcza jeśli dotyczyć one mają studentów” jako protest przeciwko wprowadzeniu getta ławkowego. Z kolei inni czynnie uczestniczyli we wprowadzaniu gett ławkowych, m.in. odmawiając podpisywania indeksów studentom stojącym w czasie zajęć.
Na Uniwersytecie Warszawskim w latach 30. studenci zrzeszeni w ONR bili Żydów oraz chrześcijan, chcących okazać im solidarność i zajmujących wraz z nimi miejsca w getcie ławkowym. Wśród poszkodowanych była m.in. Irena Sendlerowa. Do bójek członków ONR ze studentami żydowskimi, którzy nie zajmowali wyznaczonych im miejsc i stali w czasie wykładów, dochodziło także na Politechnice Warszawskiej, gdzie getto ławkowe wprowadzono na początku roku akademickiego 1937/1938, zarządzeniem rektora Józefa Zawadzkiego.
Przeciwko wprowadzaniu oddzielnych miejsc dla studentów żydowskich na wyższych uczelniach wielokrotnie protestowali posłowie żydowscy do Sejmu. Próbowali oni także interweniować w Ministerstwie Wyznań Religijnych i Oświecenia Publicznego; m.in. w 1938 Emil Sommerstein zwrócił się o pomoc do ministerstwa w sprawie odmówienia przez Romana Rybarskiego podpisania indeksów studentom III roku Wydziału Prawa Uniwersytetu Warszawskiego, którzy słuchali jego wykładów na stojąco.

### Upamiętnienie na Uniwersytecie Warszawskim
5 października 2018 roku na UW odbyły się pierwsze obchody upamiętniające ofiary getta ławkowego. Oddolnie zorganizował je Studencki Komitet Antyfaszystowski przy wsparciu kilku instytucji, apelując jednocześnie o przerwanie milczenia na temat czarnej karty w historii uniwersytetu i wmurowanie tablicy pamiątkowej. Komitet zorganizował także list poparcia pod inicjatywą upamiętnienia, pod którym podpisali się m.in. Olga Tokarczuk, Marian Turski, Barbara Engelking i Andrzej Leder. 1 marca 2023 Senat Uniwersytetu Warszawskiego podjął uchwałę w sprawie tablicy upamiętniającej ofiary getta ławkowego. W dniach 22-23 listopada 2022 r. w Sali Kolumnowej na Wydziale Historii odbyła się międzynarodowa konferencja naukowa „Getto ławkowe. Struktury wykluczenia na uczelniach międzywojennej Polski w kontekście środkowoeuropejskim”. 22 maja 2023 roku odsłonięto tablicę na wschodnim murze tarasu pałacu Uruskich, w kampusie Głównym UW.